# MODR-Felsen

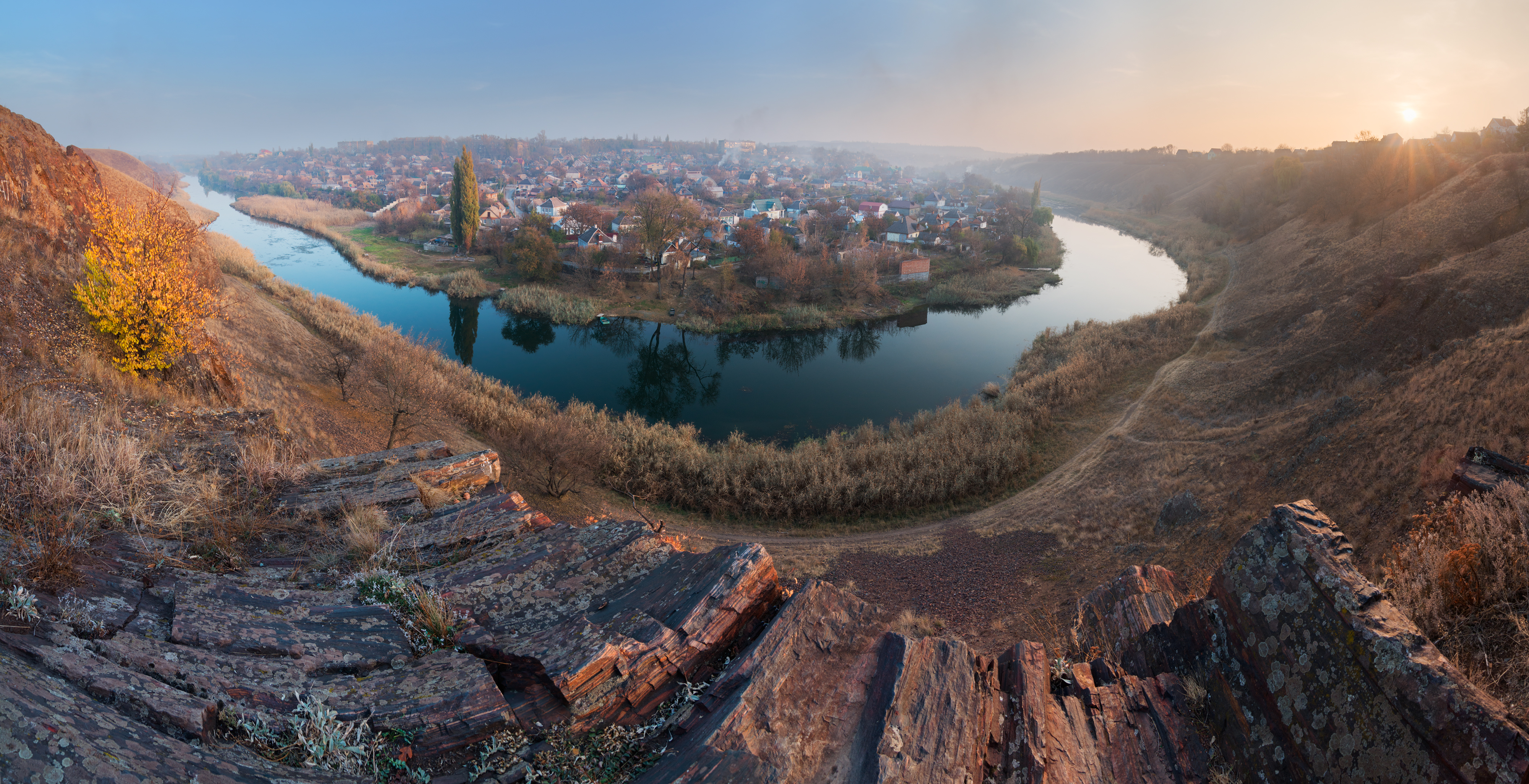
MODR-Felsen

Die MODR-Felsen (ukrainisch Скелі МОДРу) sind eine eisenhaltige Schieferfelsformation und das einzige geologische Naturdenkmal von nationaler Bedeutung der ukrainischen Oblast Dnipropetrowsk.
Bei der Felsengruppe der MODR-Felsen handelt es sich um ein im Tal des Inhulez im Westen der Stadt Krywyj Rih gelegenes, 62 Hektar großes geologisches Naturdenkmal, das 1975 den Status eines Naturdenkmals von nationaler Bedeutung erhielt. Die eisenhaltigen Schieferfelsen im Krywbass stellen einen einzigartigen, zwei Milliarden Jahre alten geologischen Abschnitt dar.
Ihren Namen haben die Felsen von dem bei den Felsen liegenden ehemaligen Bergbaudorf MODR (МОДР), was eine Abkürzung für «Міжнародна організація допомоги борцям революції» (zu deutsch: Internationale Hilfsorganisation für Kämpfer der Revolution) ist.
Die Felsen haben eine absolute Höhe von 50,0 m.

## Weblinks

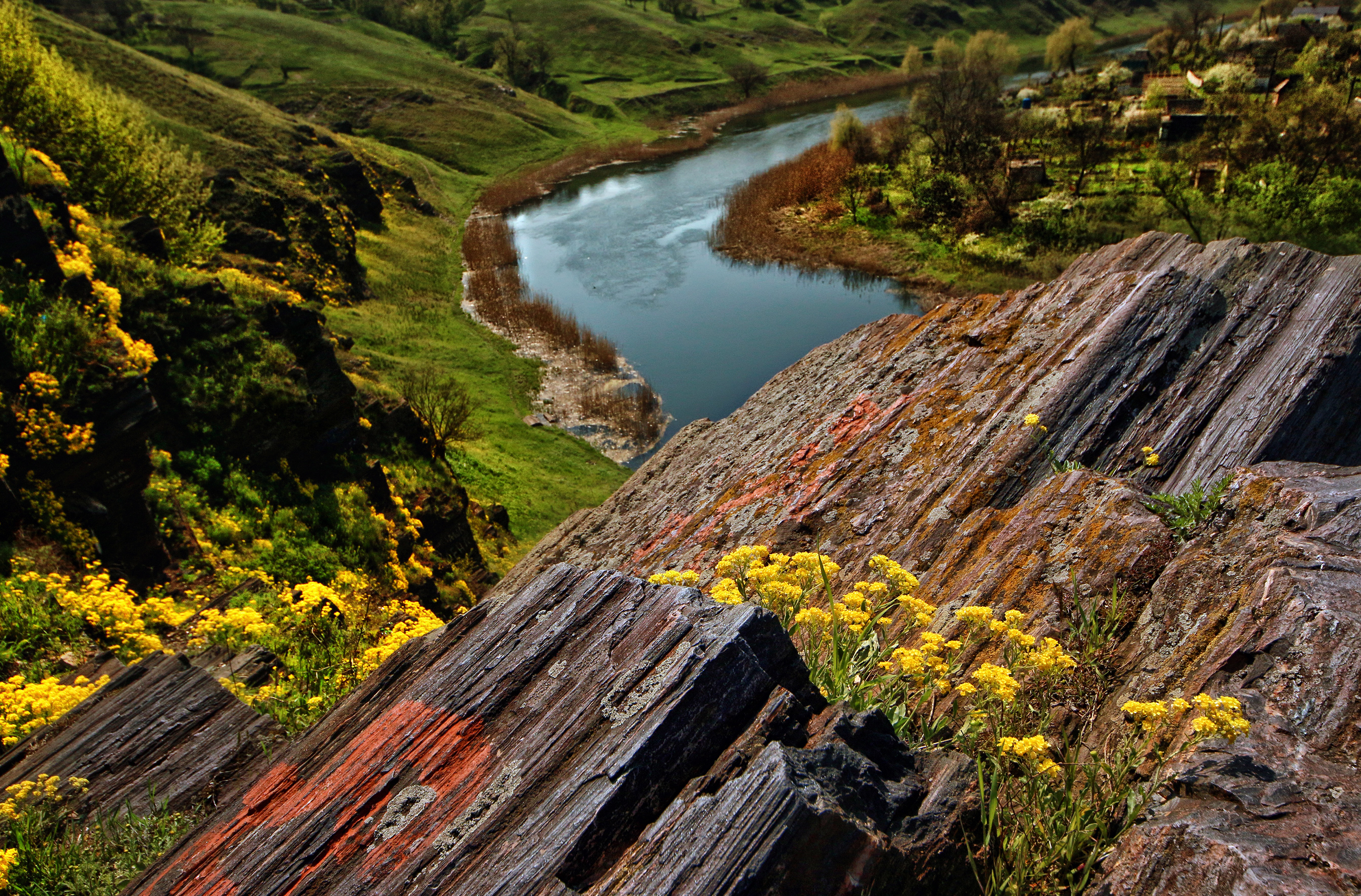
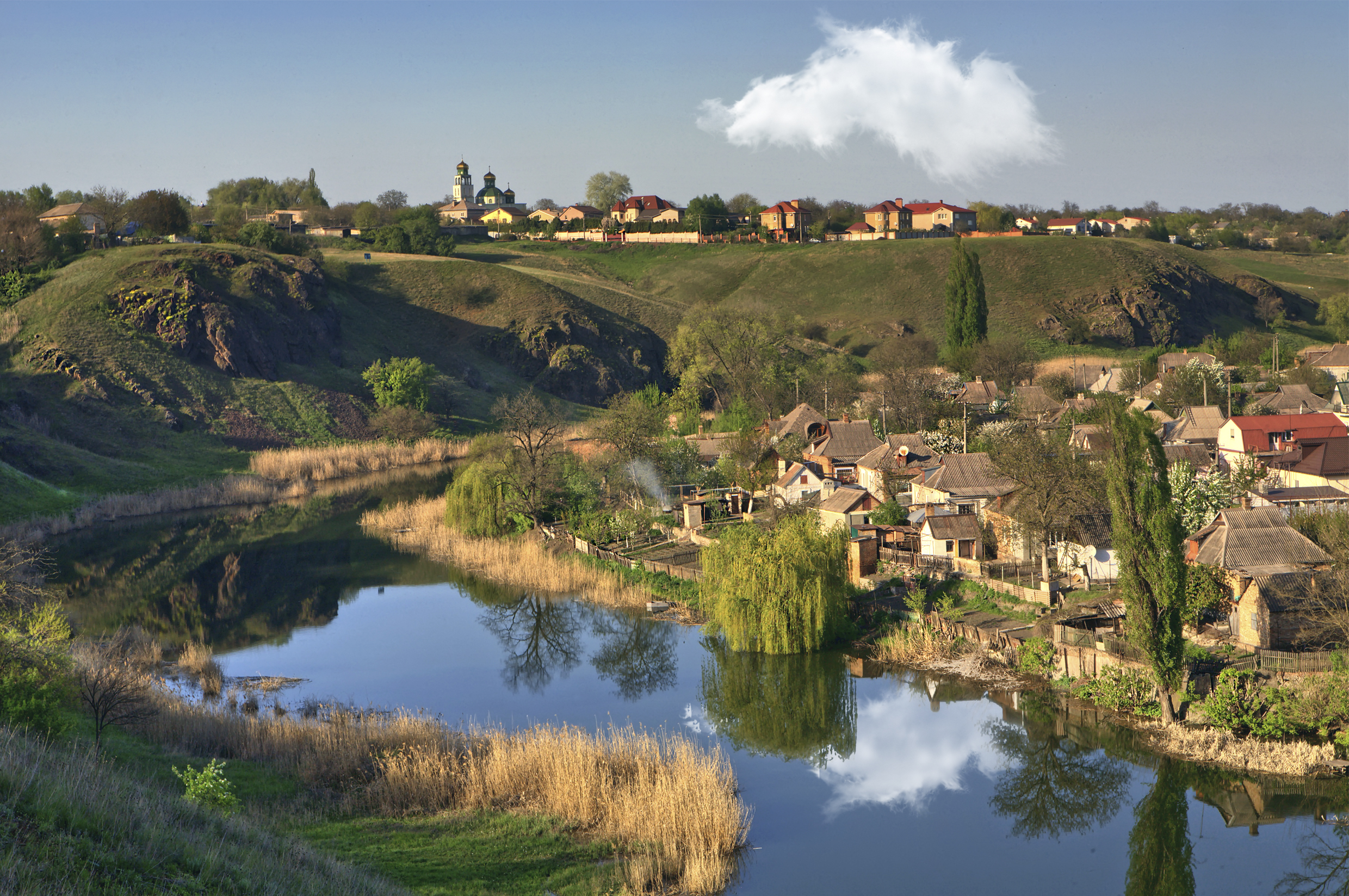
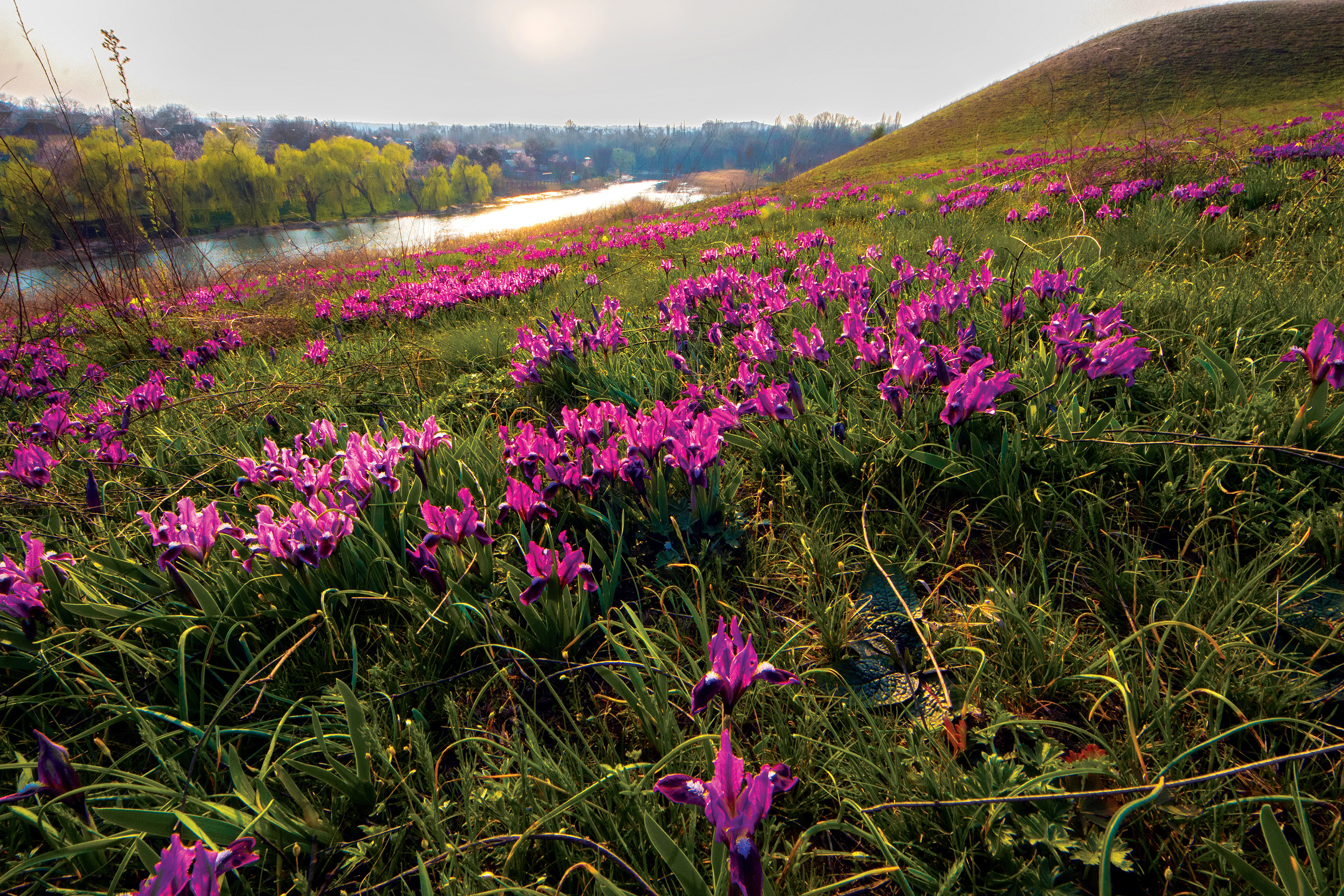
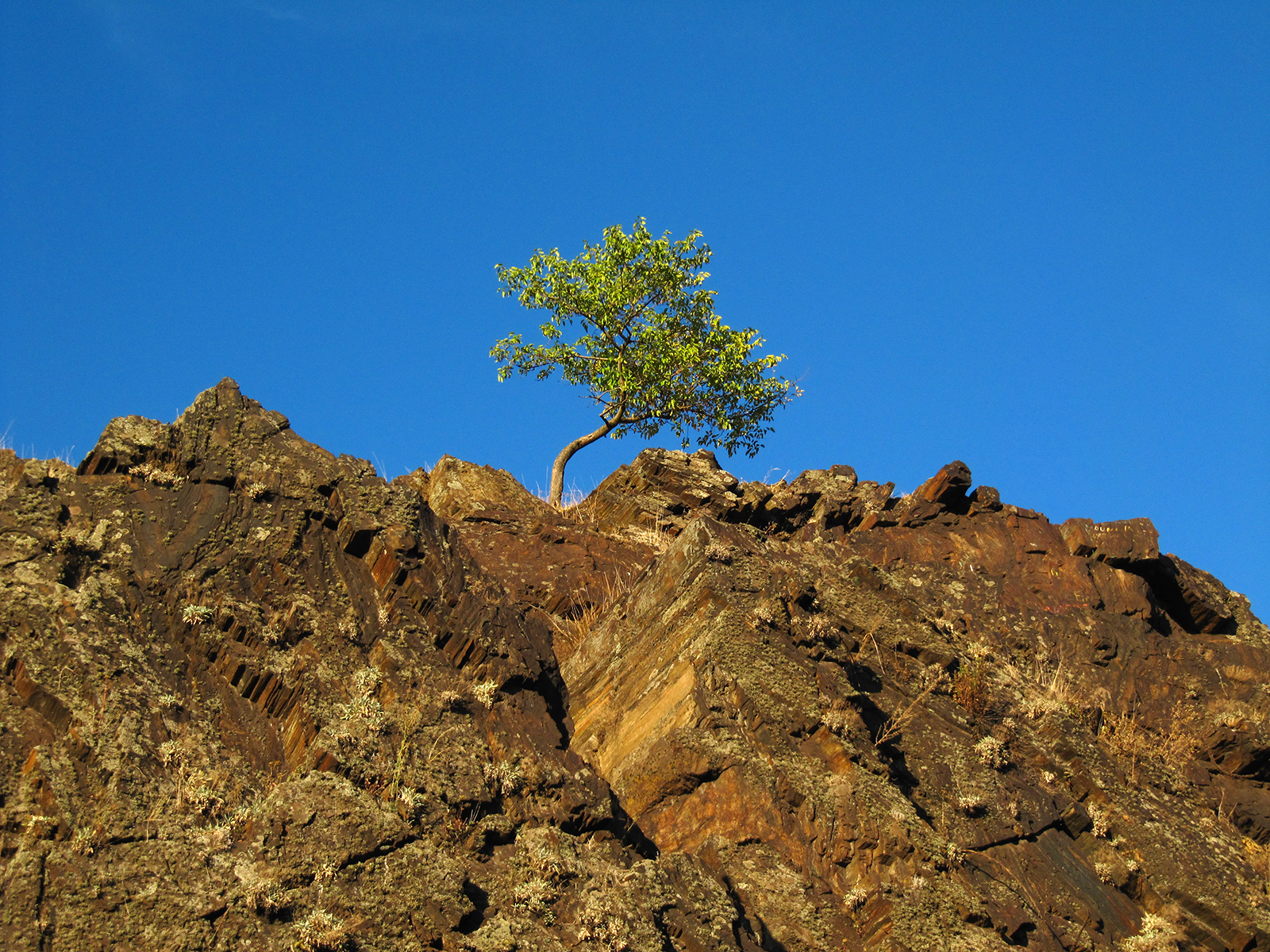
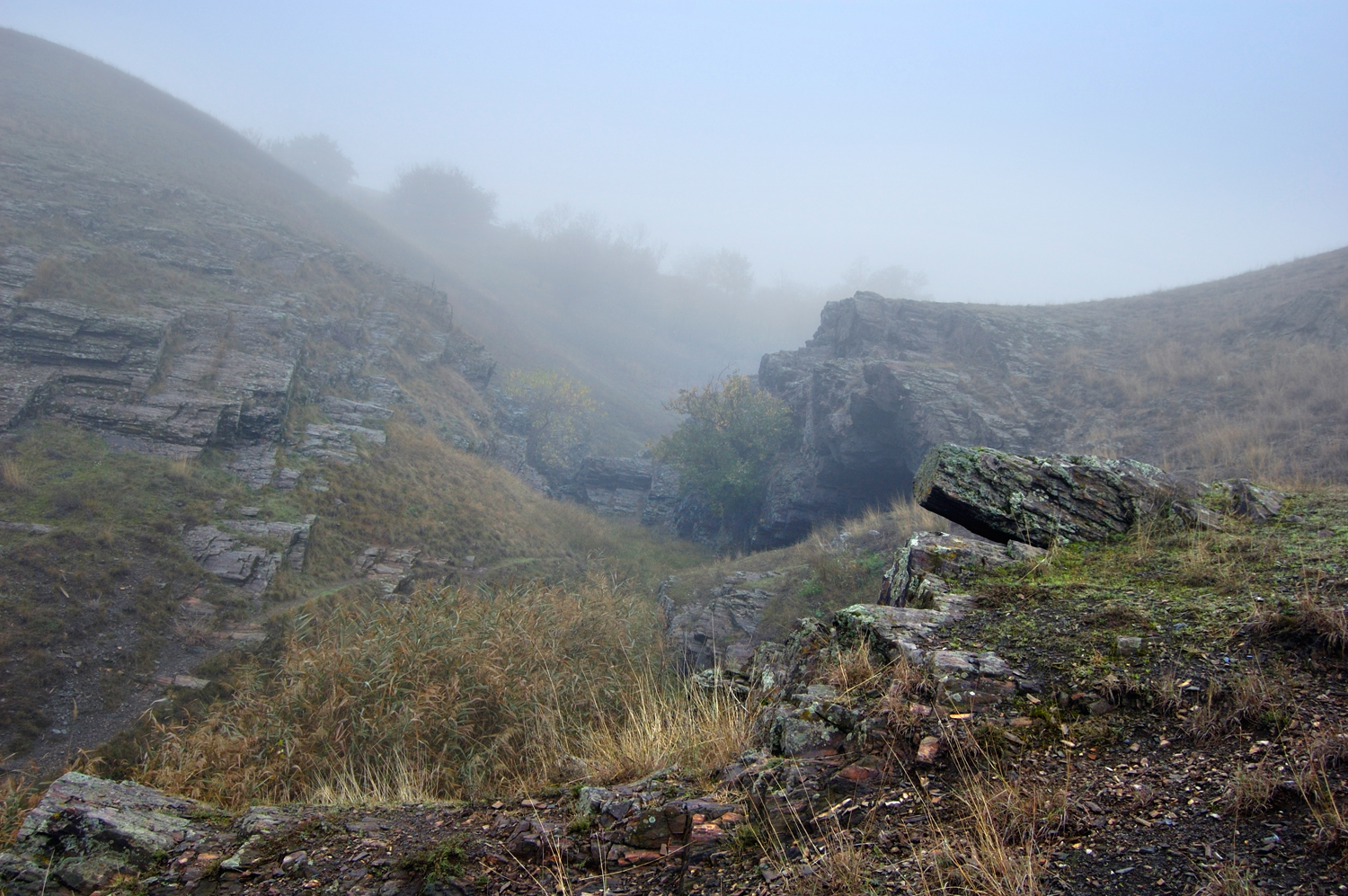
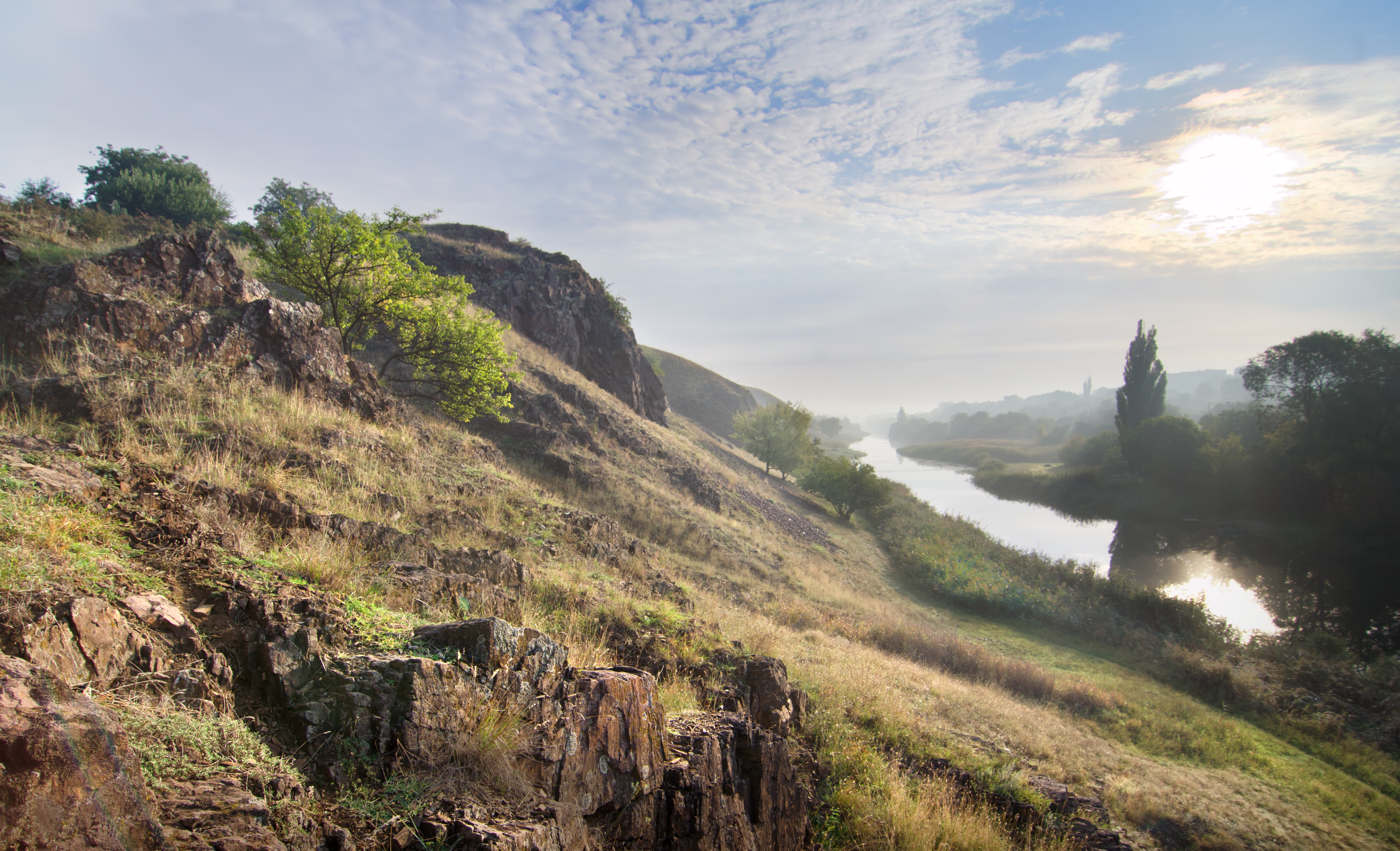